# Kencana (Tanah Sereal)
Kencana is een bestuurslaag in het regentschap Kota Bogor van de provincie West-Java, Indonesië. Kencana telt 16.847 inwoners (volkstelling 2010).